# Ватилакас
Ватѝлакас (на гръцки: Βαθύλακας; на турски: Derince) е село в Кипър, окръг Фамагуста. Според статистическата служба на Северен Кипър през 2011 г. селото има 524 жители.
Де факто е под контрола на непризнатата Севернокипърска турска република.